# Maskpol
Maskpol (pełna nazwa Przedsiębiorstwo Sprzętu Ochronnego „Maskpol” S.A.) – polskie przedsiębiorstwo działające w branży zbrojeniowej. Siedziba przedsiębiorstwa znajduje się we wsi Konieczki, w województwie śląskim, w powiecie kłobuckim. Przedsiębiorstwo posiada także zakład produkcyjny w Częstochowie.
Obecnie ma formę spółki akcyjnej i jest częścią Polskiej Grupy Zbrojeniowej.

## Historia
Przedsiębiorstwo założone zostało w 1968 roku jako Wytwórnia Sprzętu Komunikacyjnego „PZL Warszawa II” w Złochowicach.
W 2023 uruchomiono zakład produkcyjny w Częstochowie, zlokalizowany na terenie Katowickiej Specjalnej Strefy Ekonomicznej.

## Działalność

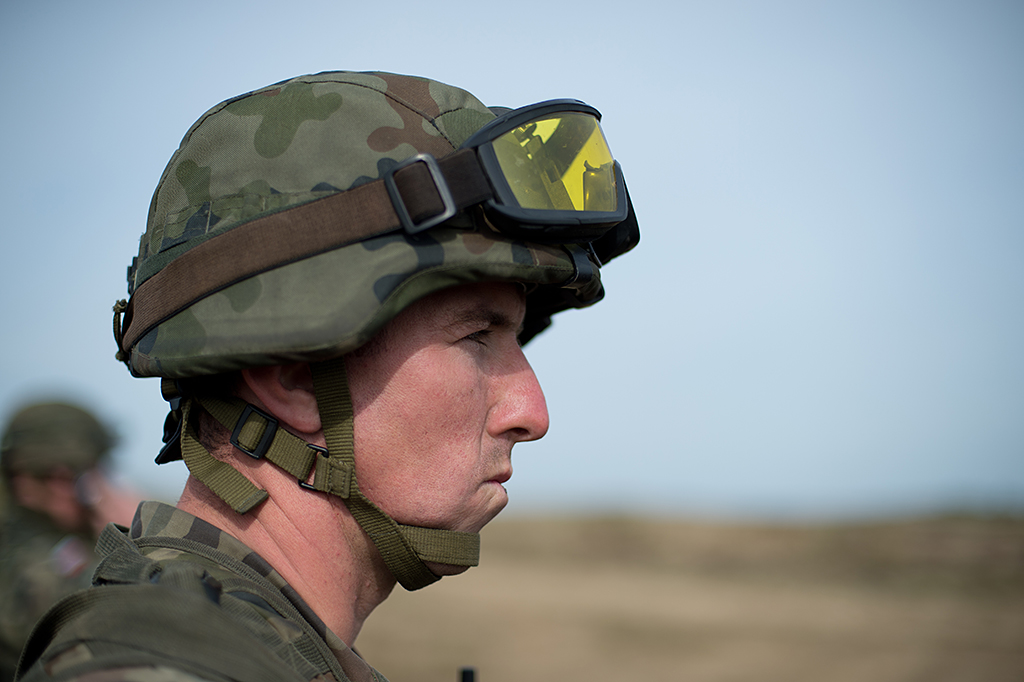
Polski żołnierz w hełmie wz. 2005

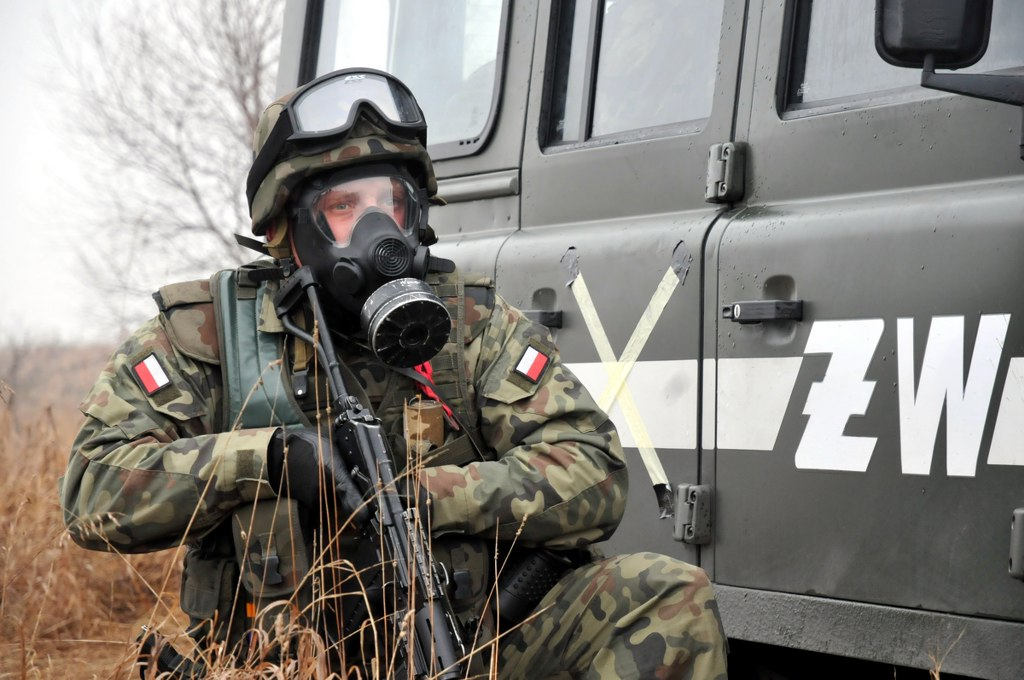
Żołnierz Żandarmerii Wojskowej w masce MP-5

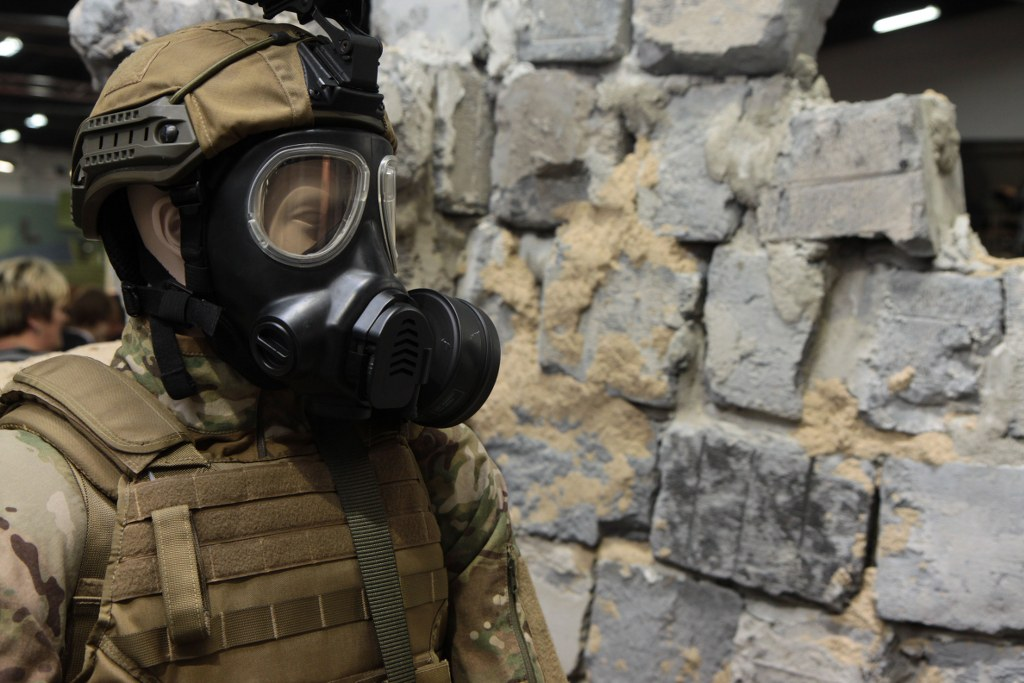
Maska MP-6 na targach MSPO 2012

Głównym obszarem działalności jest produkcja oporządzenia żołnierskiego, takiego jak maski przeciwgazowe, hełmy ochronne, kamizelki kuloodporne, odzież filtracyjna, ochronna i urządzenia do likwidacji skażeń, a także innego wyposażenia służb mundurowych, np. pałek szturmowych, tarcz, kolczatek. Maskpol prowadzi także prace badawcze i rozwojowe nad nowymi rodzajami i modelami wyposażenia.
Adres w Krajowym Rejestrze Sądowym wskazuje, że przedsiębiorstwo znajduje się w Konieczkach, jednak częściowo umiejscowione jest ono przy ulicy Fabrycznej w Złochowicach, stanowiącej jedyną drogę dojazdową do siedziby.

## Produkty
Największymi odbiorcami produktów przedsiębiorstwa, a także zleceniodawcami badań i prac rozwojowych są Siły Zbrojne Rzeczypospolitej Polskiej oraz polska Policja.
Niektóre produkty Maskpolu stanowiące wyposażenie żołnierzy Sił Zbrojnych RP:
- hełm wz. 2000,
- hełm wz. 2005,
- hełm desantowy HA-03,
- hełm HP-05,
- maska przeciwgazowa MP-5,
- maska przeciwgazowa MP-6,
- kamizelka kuloodporna KKZ-01,
- izolacyjna i filtracyjna odzież ochronna (np. FOO-1).

Na wyposażeniu Policji znajdują się m.in.:
- hełm kuloodporny Mich,
- kask ochronny KPO-01,
- siatkowy zestaw obezwładniający,
- kolczatka drogowa,
- pałka szturmowa,
- pałka typu tonfa.

Maskpol wytwarza także odzież ochronną i taktyczną na rynek cywilny. W maju 2021 uruchomiona została marka MAPA Tactical pod którą sprzedawane jest oporządzenie i odzież z kamuflażem Mapa, stworzonym przez dr Macieja Dojlitko.